# Calocheiridius centralis
Espèce
Synonymes
- Minniza centralis Beier, 1952

Calocheiridius centralis est une espèce de pseudoscorpions de la famille des Olpiidae.

## Distribution
Cette espèce se rencontre en Afghanistan, en Ouzbékistan, au Turkménistan, en Iran, au Pakistan, en Inde et en Azerbaïdjan.

## Liste des sous-espèces
Selon Pseudoscorpions of the World (version 3.0) :
- Calocheiridius centralis centralis (Beier, 1952)
- Calocheiridius centralis nataliae Dashdamirov, 1990 d'Azerbaïdjan

## Systématique et taxinomie
Cette espèce a été décrite sous le protonyme Minniza centralis par Beier en 1952. Elle est placée dans le genre Calocheiridius par Beier en 1959.

## Publications originales
- Beier, 1952 : The 3rd Danish Expedition to Central Asia. Zoological Results 7. Pseudoscorpionidea (Chelicerata) aus Afghanistan. Videnskabelige Meddelelser fra Dansk Naturhistorisk Forening i Kjøbenhavn, vol. 114, p. 245-250.
- Dashdamirov, 1990 : A fauna and zoogeography of Pseudoscorpiones of the Azerbaijan (Arachnida, Pseudoscorpiones). Trudy Zoologicheskogo Instituta, vol. 226, p. 105-110.